# Fausto Sozzini
Fausto Sozzini, teljes nevén Fausto Paolo Sozzini, latinul Faustus Socinus, lengyelesen Faust Socyn (Siena, 1539. december 5. – Lusławice, 1604. március 4.) itáliai reneszánsz humanista tudós, teológus, a mérsékelt unitarizmus egyik legfontosabb alakja. Nagybátyja, Lelio Sozzini mellett a szocinianizmusnak nevezett antitrinitárius irányzat megalapozója. A lengyel testvérek között dolgozta ki tanait, amelyeket az erdélyi unitáriusok is átvettek.

## Élete
Sienában született, a Német-római Birodalomhoz tartozó Sienai Köztársaságban. Szülei Alessandro Sozzini (1509–1541) és Agnese Petrucci (Borghese Petrucci lánya, Pandolfo Petrucci unokája) voltak. Rendszeres oktatásban nem részesült, viszont fiatal korában rengeteget olvasott Borgo Scopetóban, a család birtokán. Szellemi fejlődésére nagybátyja, Celso Sozzini, az Accademia del Sizienti alapítója volt hatással.
1556-ban nagyapja, Mariano Sozzini ráhagyta a családi vagyon egy negyedét, így Fausto anyaggilag függetlenné vált. Következő évben belépett az Accademia degli Intronatiba, amely a sienai szellemi élet központja volt. Guido Panciroli olyan tehetséges fiatalemberként írta le, akire szép jogi pályafutás vár; Sozzinit azonban kevéssé érdekelte a jog, inkább szonetteket írt.
1558–1559-ben lutheranizmus gyanújába keveredett nagybátyjaival, Celsóval and Camillóval együtt. 1560. szeptember 17-én az inkvizíció letartóztatta Corneliót, Camillónak és Faustónak viszont sikerült megszöknie.

### Lyon és Genf
Nagykorúságát elérve 1561-ben Lyonba utazott, ahol feltehetőleg kereskedelmi tevékenységet folytatott. Lelio Sozzini halála után visszatért Itáliába; 1562-ben a genfi olasz egyházközség tagja volt, következő évben visszatért Lyonba. Az evangélikus álláspont nem volt elég radikális a számára; a János evangéliuma első részéhez írt magyarázata, a Explicatio primae partis primi capitis Evangelistae Johannis című művében (Lyon, 1562) már azt nyilvánította ki, hogy Krisztus istensége csak hivatalos, nem pedig lényegi - ez már egy antitrinitárius álláspont. Egy 1563-ban írt levelében elutasította a lélek halhatatlanságát; ezt a nézetet a Francesco Puccival való vitája során alakította ki.

### Firenze
1563 végén visszatért Itáliába, és tizenkét éven át Isabella de’ Medici (I. Cosimo de’ Medici toszkánai nagyherceg lánya) szolgálatában állt. 1565–1568 között írta Il Frastagliato Intronato című esszéjét. Életének ezt a szakaszát utóbb elvesztegetettnek tekintette. 1570-ben írta meg De auctoritate s. scripturae című értekezését. Az udvari élet során felfüggesztette antitrinitárius nézeteinek hirdetését.
1571-ben Rómában tartózkodott, valószínűleg patrónusával együtt. 1575-ben elhagyta Itáliát, és Isabella halála (1576) után az új toszkánai nagyherceg, Francesco de’ Medici sikertelenül próbálta őt visszatérésre bírni. Francesco tisztában volt az okokkal, amelyek miatt Sozzini elhagyta Itáliát, és valószínűleg biztosította számára a vagyonából származó jövedelmet azzal a feltétellel, hogy nem publikál saját neve alatt.

### Bázel
Sozzini Bázelben telepedett le, és a Biblia tanulmányozásának szentelte idejét. Elkezdte a Zsoltárok könyvének olaszra fordítását, és növekvő süketsége ellenére a teológiai viták egyik középpontjává vált. Jacques Couet-val a megváltás tanáról folytatott vitájából született a De Jesu Christo servatore című értekezése, amelyet 1578. július 12-én fejezett be. Ez a kéziratban terjesztett mű hívta fel rá Giorgio Biandrata figyelmét, aki az erdélyi fejedelem udvari orvosa és belső tanácsosa volt, és az antitrinitárius eszmék egyik fő hirdetője.

### Erdély
Az Erdélyi Fejedelemségben az unitárius János Zsigmond fejedelem halála (1571) után a katolikus Báthory-család tagjai uralkodtak, így az unitárius vallás pozíciója meggyengült. Emellett az unitáriusok egységét belső viták terhelték: Dávid Ferenc unitárius püspök a további hitújításnak gátat vető 1572-es rendelet ellenére korábbi álláspontjától eltérően azt hirdette, hogy Jézus ember volt, ezért nem illeti meg az imádat, nonadorantista álláspontját ráadásul a zsinat elé vitte. Biandrata ezért meghívta Fausto Sozzinit Erdélybe, hogy ő próbálja meg Dávid Ferencet visszatéríteni a korábban elfogadott hittételekhez.
Sozzini 1578. novemberben Lengyelországon át érkezett Kolozsvárra, és 1579 áprilisáig tartózkodott Erdélyben. Dávid Ferencnél lakott, akit próbált meggyőzni igazáról. Kompromisszumos megoldásként azt vetette fel, hogy Jézus Krisztusi nem kell, hanem lehet segítségül hívni. Dávid azonban megmakacsolta magát, és a szószékről hirdette Krisztus imádatának tilalmát, ezért a hitújításellenes rendelkezés alapján perbe fogták, és bebörtönözték. Sozzini még a per kezdete előtt Lengyelországba távozott.

### Lengyelország

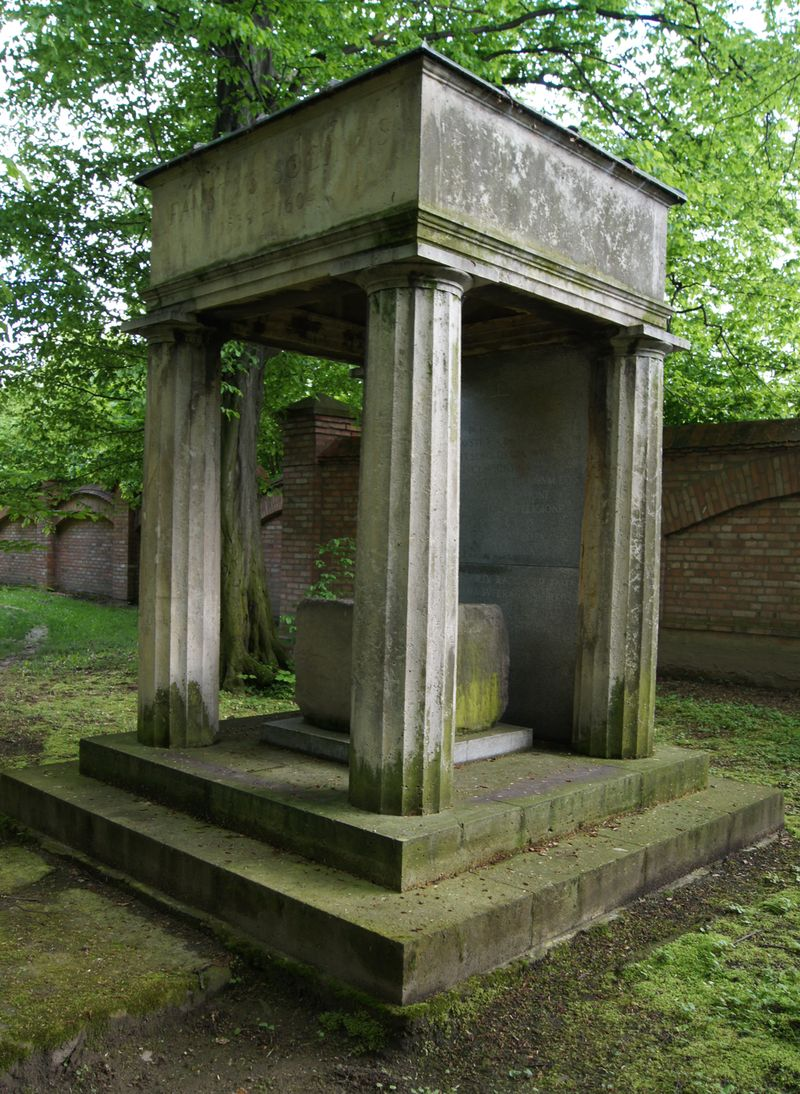
Mauzóleuma Luslawicében

Hátralevő életét Lengyelországban töltötte. Támogatta a Litvániában népszerű Szymon Budny és az erdélyi nonadorantistákhoz közel álló Jacobus Palaeologus elleni polémiát. Fausto Sozzini hatására az ecclesia minor ariánusai elfordultak a Krisztus preegzisztenciájába vetett hitüktől és átvették a korai unitárius nézeteket, továbbá elfogadták Krisztus segítségül hívását. Barátaival folytatott levelezése által hatást gyakorolt az erdélyi unitárius egyház antitrinitárius álláspontjára is.
1583-ban el kellett hagynia Krakkót, és Krzysztof Morsztynnál talált otthonra, akinek Elżbieta nevű lányát 1586-ban feleségül vette. Következő évben született Agnieszka nevű lányuk (1587–1654), aki utóbb Stanisław Wiszowaty felesége és Andrzej Wiszowaty anyja lett. 1587-ben elhunyt Francesco de’ Medici nagyherceg; Sozzini életrajzírói ehhez az eseményhez kötik itáliai vagyonának elvesztését annak ellenére, hogy kiadatlan levelei szerint Sozzini jó viszonyban volt az új toszkánai nagyherceggel, Ferdinánddal. Az inkvizíció 1590-ben megfosztotta Sozzinit örökségétől, és következő évben jelképesen megégette.
Mivel itáliai jövedelme megszűnt, már nem kellett betartani az ehhez kapcsolódó feltételt sem, így Sozzini elkezdte saját neve alatt megjelentetni írásait. Az 1598-ban megjelent De Jesu Christu Salvatore című értekezése miatt kiűzték Krakkóból, megverték, és házát lerombolták. Luslawicei barátai fogadták be, és a továbbiakban befolyásos barátai megvédelmezték.

## Munkássága
Írói álnevei Felix Turpio Urhevetanus, Prosper Dysidaeus, Gratianus Prosper és Gratianus Turpio Gerapolensis (Senensis) voltak. Néhány fiatalkori verse a  Ferentillis Scielta di stanze di diversi autori toscani (1579) című kötetben jelent meg. Művei a Bibliotheca fratrum polonorum sorozat első két köteteként jelentek meg 1668-ban Amszterdamban, Andrzej Wiszowaty és Frans Kuyper  szerkesztésében. A kötetek tartalmazzák Sozzini összes fennmaradt teológiai írását, kivéve a predesztinációról szólót, amely Castellio Dialogi IV című kötetével együtt jelent meg 1575-ben, valamint egy Instrumentum doctrinarum aristotelium című átdolgozott iskolai kézikönyvet (1586). Tractatus de Deo, Christo & Spiritu Sancto című vitairata Az Háromságnak oltalmazására gondolt legfővebb okoskodásnak megvizsgálása címmel Fausto Sozzini  című vitairatának magyarítása egyetlen példányban maradt fenn, ami a kolozsvári Akadémiai Könyvtárban található.
Sozzini hírnevét a De auctoritate scripturae sacrae (1570) és De Jesu Christo servatore (1578) című írásai alapozták meg. Ő maga legjobb munkájának a Contra atheos címűt tartotta, amely elveszett az 1598-as krakkói zavargások során. Utóbb több olyan művet is elkezdett, amelyek rendszere egészét hivatottak bemutatni, de ezek befejezetlenül maradtak. János evangéliumához írt magyarázatában Lelio Sozzinihez hasonlóan tagadta Krisztus preegzisztenciáját; szerinte az evangélium csak metaforikusnak nevezi Krisztust logosznak, és Krisztus lényegében Máriától született ember, aki azonban isteni adottságokkal rendelkezik. Istennek is nevezhető, noha nem „egyedül és önmagától való, láthatatlan és halhatatlan Isten”, mint az Atya.
Johann Heinrich Alsted enciklopédiájának bevezető fejezete tartalmazza az olvasásra nem vagy nem mindenkinek javasolt könyvek listáját; ebben az áll, hogy a Szentháromságot tagadó, eretnek Sozzini műveit kezdők ne olvassák.

## Fordítás
- Ez a szócikk részben vagy egészben  a   Fausto Sozzini című angol Wikipédia-szócikk ezen változatának fordításán alapul.  Az eredeti cikk szerkesztőit annak laptörténete sorolja fel. Ez a jelzés csupán a megfogalmazás eredetét és a szerzői jogokat jelzi, nem szolgál a cikkben szereplő információk forrásmegjelöléseként.